# 京田辺駅
京田辺駅（きょうたなべえき）は、京都府京田辺市田辺久戸にある、西日本旅客鉄道（JR西日本）片町線（学研都市線）の駅である。駅番号はJR-H24。

## 概要
京田辺市の代表駅の1つ。学研都市線の快速の各駅停車区間では同市内の松井山手駅に次ぐ利用者数がある。
駅東方約300mに近鉄京都線の新田辺駅があり、徒歩7分程度で到着する。2015年頃から車内放送でも乗換駅として案内されるようになった（ただし近鉄側では新祝園駅のみJR乗換の車内放送を行う）。市の玄関口として両駅の周辺整備が行われている。

## 歴史

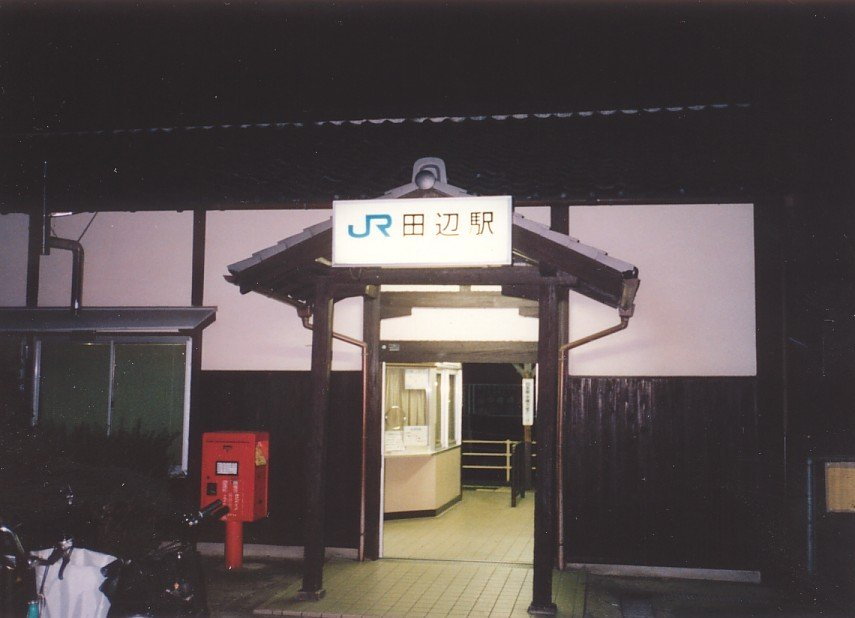
「田辺駅」時代の旧駅舎（1992年7月）

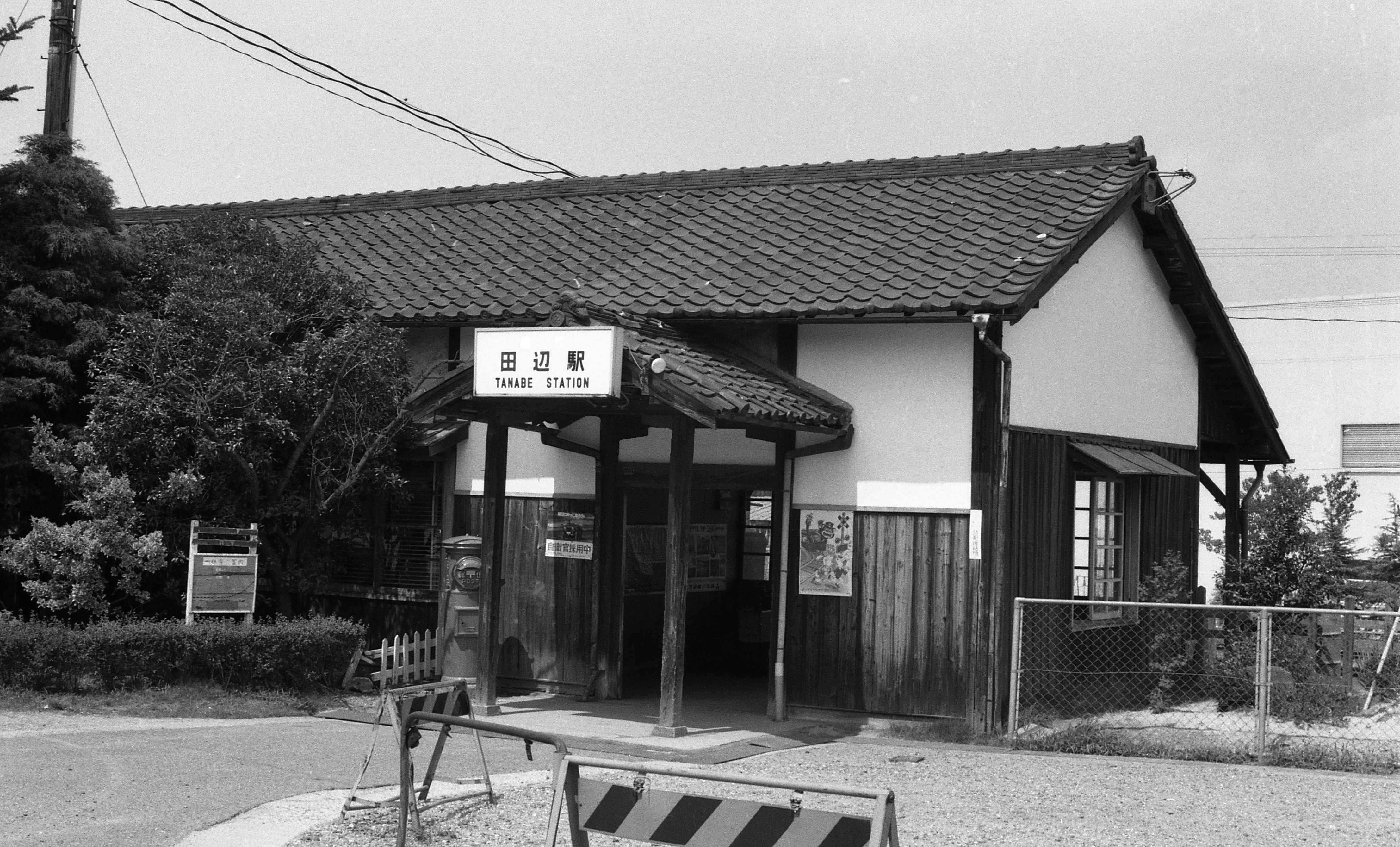
旧田辺駅 駅本屋（1980年）

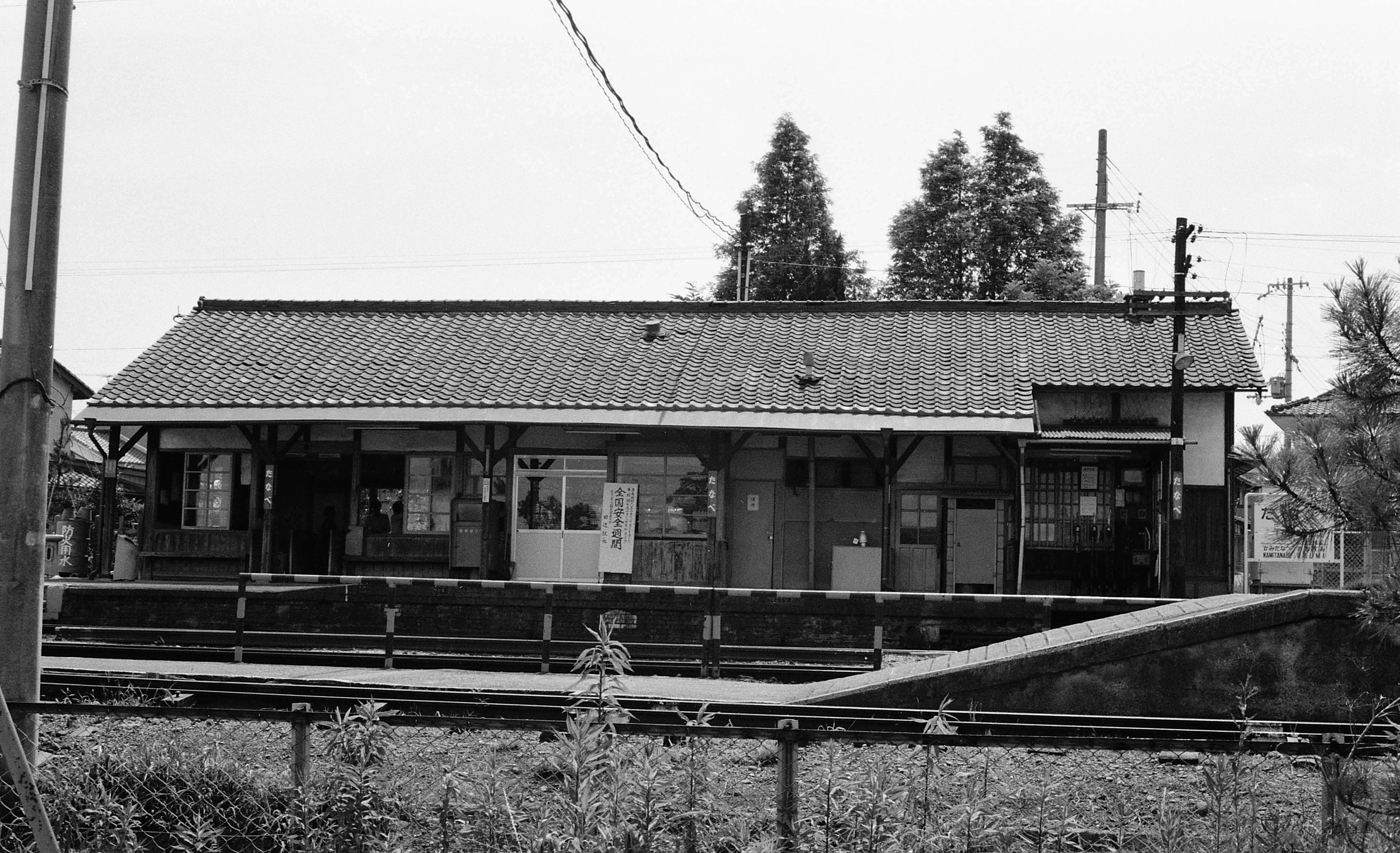
旧田辺駅 駅本屋ホーム側（1980年）

- 1898年（明治31年）4月12日：関西鉄道長尾駅 - 新木津駅（廃止）間延伸時に、同社の田辺駅として開業[4]。
- 1907年（明治40年）10月1日：国有化され、官営鉄道の駅になる[4]。
- 1909年（明治42年）10月12日：線路名称制定。桜ノ宮線の所属となる。
- 1913年（大正2年）11月15日：線路名称改定。桜ノ宮線が片町線に編入され、当駅もその所属となる。
- 1970年（昭和45年）10月1日：貨物および荷物扱い廃止[5]。駅員無配置駅となる[6]。
- 1987年（昭和62年）4月1日：国鉄分割民営化により、西日本旅客鉄道（JR西日本）の駅となる[4]。
- 1988年（昭和63年）3月13日：路線愛称の制定により、「学研都市線」の愛称を使用開始。
- 1997年（平成9年）3月8日：京田辺市制施行開始に先立ち、京田辺駅に改称[3]。
- 1999年（平成11年）
  - 2月22日：自動改札機を設置し、供用開始[7]。
  - 10月8日：橋上駅舎化事業の起工式[8]。
- 2000年（平成12年）3月11日：橋上駅舎化工事に伴い、仮駅舎に移転[9]。
- 2002年（平成14年）
  - 2月2日：橋上駅舎の使用を開始[10]。
  - 3月23日：当駅までの7両編成での運転開始により、編成の一部（3両）の増結・切り離しが松井山手駅から移転[1][11]。区間快速の運転区間が当駅まで延長される[11]。
- 2003年（平成15年）11月1日：ICカード「ICOCA」の利用が可能となる。
- 2010年（平成22年）3月13日：全区間7両編成での運転開始により、当駅での増結・切り離し作業が終了。
- 2011年（平成23年）3月8日：JR宝塚・JR東西・学研都市線運行管理システム導入。接近メロディ導入。
- 2018年（平成30年）3月17日：駅ナンバリングが導入され、使用を開始。
- 2023年（令和5年）
  - 11月22日：みどりの券売機プラスを導入[12]。
  - 11月30日：みどりの窓口の営業を終了[12]。

## 駅構造
島式ホーム2面3線を有する地上駅。2面4線への拡張も可能な構造で（ただ、今の所2面4線への拡張の動きはないがホームのないアルプラザ方面に線路が存在し、回送列車が使用することがある。）、7両編成に対応している。橋上駅舎を有し、両ホームと、改札外・東西に2箇所、計4箇所にエレベーターが設置されている。東口は陸橋によってアル・プラザ京田辺店（平和堂）に直結している。ホームとは跨線橋で結ばれている。
ICOCA・提携ICカード利用可能駅。また、学研都市線の単線区間の途中駅では唯一の直営駅（四条畷駅の被管理駅）である。自動券売機とみどりの券売機プラスが設置されている。
旧駅舎は平屋建ての昔の民家のような造りで、元を辿れば明治時代からあったという話もある。旧駅は2面2線の対向式ホームで間に中線があり、貨物扱いも行われていた。駅舎は京橋方面側にあり、木津方面へのホームへは同志社前側にある踏切を渡ることになっていた。待合室は旧信号テコ扱い所であったため、その形跡がよく分かる駅だった。1972年（昭和47年）頃から1992年（平成4年）頃までの間は無人駅扱いで出札業務は行わず、運転要員だけ配置されていた。

### のりば
| のりば | 路線       | 方向 | 行先             | 備考          |
| ------ | ---------- | ---- | ---------------- | ------------- |
| 1・2   | 学研都市線 | 下り | 四条畷・京橋方面 | 一部3番のりば |
| 3      | 学研都市線 | 上り | 木津方面         | 一部2番のりば |

上表の路線名は旅客案内上の名称（愛称）で表記している。基本的に1番・2番のりばが京橋方面、3番のりばが木津方面となっている。
3線もありながら発車番線は2010年（平成22年）3月12日までは全時間帯に渡って固定されていなかった。これは構内に引上線がなく、切り離された増結用の車両がホーム上で待機しなければならないためである。昼間時の運用を例として挙げると、
1. 2番のりばに増結用車両が待機した状態で、京橋方面行きが2番のりばに入り、増結用車両をつなぐ。同時に木津方面行きが1番のりばに入り、切り離した増結用車両を1番のりばに残して発車する。
2. その次の京橋方面行きは1番のりばに入り、先ほど切り離された1番のりばの増結用車両をつなぐ。同時に木津方面行きが2番のりばに入り、切り離した増結用車両を2番のりばに残して発車する。
3. 以上の流れを繰り返す。

という、ローテーション的な運用となっていた。木津駅 - 同志社前駅間のホーム延長工事を行った翌3月13日以降は朝の一部を除いて、四条畷・京橋方面は1番のりば、木津方面は2番のりばに固定された（京田辺駅配布の発車時刻表より）。2011年（平成23年）3月12日のダイヤ改正でほとんどが、四条畷・京橋方面の乗り場が2番のりば、木津方面の乗り場が3番のりばとなった。
配線上は2番のりばを上下本線とした一線スルーとなっている。
夜間滞泊が2本設定され、1番のりばと3番のりばに留置されている。3番のりばに夜間滞泊する車両は、翌朝に当駅始発の回送列車となり、松井山手駅の一番列車として運転される。

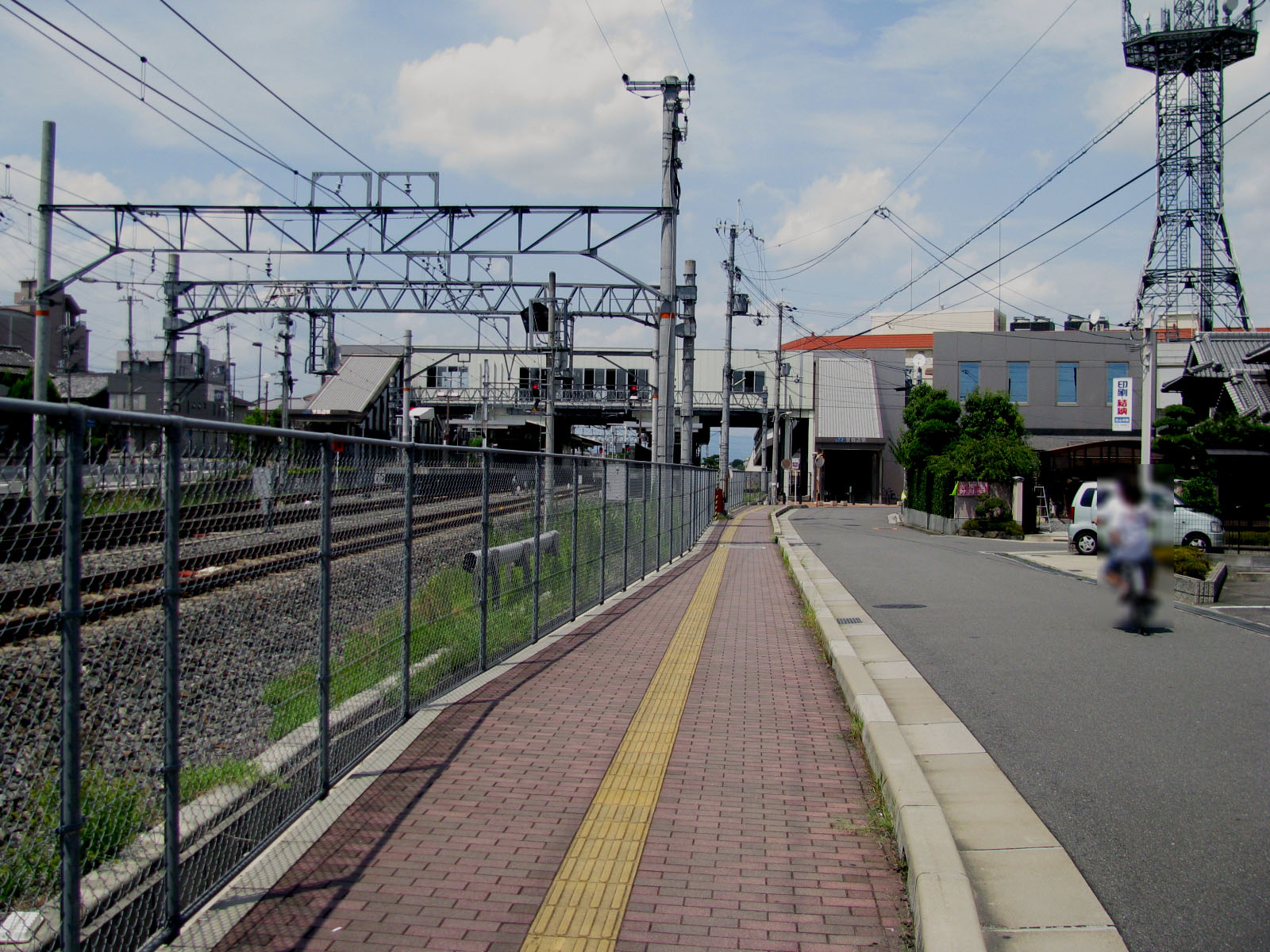
駅全景
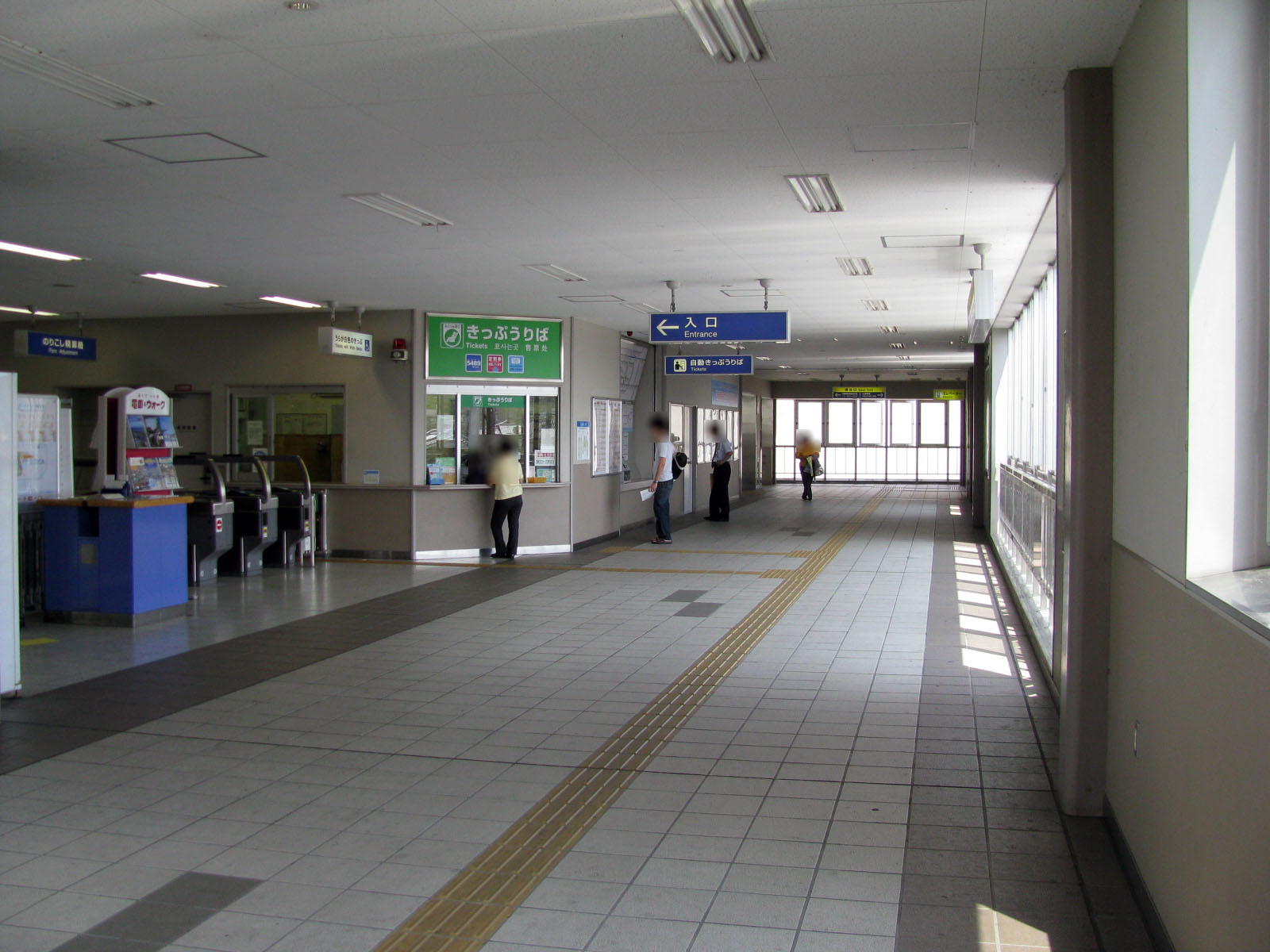
改札付近

## ダイヤ
1時間に4本の快速・区間快速が停車する。平日朝は本数が多くなる。
当駅を始発・終点とする電車が朝と夕方ラッシュ時以降に設定されている。停車する電車は、ドアの横のボタンで乗り降りする。ただし、当駅到着後に回送扱いの電車は自動で開く。
2002年（平成14年）3月23日から2010年（平成22年）3月12日までは、木津駅 - 当駅間は4両編成、当駅から京橋方面は7両編成で運行されていたため、当駅で列車の切り離し・増結作業が行われていた。翌13日からは全区間7両編成での運転となったため、当駅での列車の切り離し・増結作業は廃止された。

## 利用状況
2023年（令和5年）度の1日当たりの利用者数は12,020人である。
各年度の乗車人員は下表の通り。
| 年度               | 乗車人員 | 乗降人員 | 出典          | 出典            |
| 年度               | 乗車人員 | 乗降人員 | 京都府        | 京田辺市        |
| ------------------ | -------- | -------- | ------------- | --------------- |
| 1991年（平成03年） | 1,454    |          | [ 京都府 1 ]  |                 |
| 1992年（平成04年） | 1,926    |          | [ 京都府 2 ]  |                 |
| 1993年（平成05年） | 2,173    |          | [ 京都府 3 ]  |                 |
| 1994年（平成06年） | 2,449    |          | [ 京都府 4 ]  |                 |
| 1995年（平成07年） | 2,525    |          | [ 京都府 5 ]  |                 |
| 1996年（平成08年） | 2,737    |          | [ 京都府 6 ]  |                 |
| 1997年（平成09年） | 3,301    |          | [ 京都府 7 ]  |                 |
| 1998年（平成10年） | 3,595    |          | [ 京都府 8 ]  |                 |
| 1999年（平成11年） | 3,691    |          | [ 京都府 9 ]  |                 |
| 2000年（平成12年） | 3,753    | 7,504    | [ 京都府 10 ] | [ 京田辺市 1 ]  |
| 2001年（平成13年） | 4,082    | 8,166    | [ 京都府 11 ] | [ 京田辺市 1 ]  |
| 2002年（平成14年） | 4,995    | 9,988    | [ 京都府 12 ] | [ 京田辺市 1 ]  |
| 2003年（平成15年） | 5,411    | 10,790   | [ 京都府 13 ] | [ 京田辺市 2 ]  |
| 2004年（平成16年） | 5,633    | 11,137   | [ 京都府 14 ] | [ 京田辺市 3 ]  |
| 2005年（平成17年） | 5,805    | 11,610   | [ 京都府 15 ] | [ 京田辺市 4 ]  |
| 2006年（平成18年） | 6,063    | 12,128   | [ 京都府 16 ] | [ 京田辺市 5 ]  |
| 2007年（平成19年） | 6,293    | 12,551   | [ 京都府 17 ] | [ 京田辺市 6 ]  |
| 2008年（平成20年） | 6,510    | 13,017   | [ 京都府 18 ] | [ 京田辺市 7 ]  |
| 2009年（平成21年） | 6,315    | 12,516   | [ 京都府 19 ] | [ 京田辺市 8 ]  |
| 2010年（平成22年） | 6,060    | 12,119   | [ 京都府 20 ] | [ 京田辺市 9 ]  |
| 2011年（平成23年） | 6,027    | 12,055   | [ 京都府 21 ] | [ 京田辺市 10 ] |
| 2012年（平成24年） | 6,044    | 12,086   | [ 京都府 22 ] | [ 京田辺市 11 ] |
| 2013年（平成25年） | 6,066    | 12,132   | [ 京都府 23 ] | [ 京田辺市 12 ] |
| 2014年（平成26年） | 5,964    | 11,930   | [ 京都府 24 ] | [ 京田辺市 13 ] |
| 2015年（平成27年） | 6,112    | 12,226   | [ 京都府 25 ] | [ 京田辺市 14 ] |
| 2016年（平成28年） | 6,134    | 12,270   | [ 京都府 26 ] | [ 京田辺市 15 ] |
| 2017年（平成29年） | 6,252    | 12,504   | [ 京都府 27 ] | [ 京田辺市 16 ] |
| 2018年（平成30年） | 6,304    | 12,610   | [ 京都府 28 ] | [ 京田辺市 17 ] |
| 2019年（令和元年） | 6,399    | 12,796   | [ 京都府 29 ] | [ 京田辺市 18 ] |
| 2020年（令和02年） | 4,964    | 9,930    | [ 京都府 30 ] | [ 京田辺市 19 ] |
| 2021年（令和03年） | 5,285    | 10,570   | [ 京都府 31 ] | [ 京田辺市 20 ] |
| 2022年（令和04年） | 5,748    | 11,498   | [ 京都府 32 ] | [ 京田辺市 21 ] |

## 駅周辺
駅のある京田辺市は、最高級茶葉である玉露の産地で有名。駅西方には一休さんこと一休宗純ゆかりの酬恩庵（一休寺）、南方には田辺公園等の施設がある。
駅東側に国鉄C11形蒸気機関車の動輪1対とナンバープレートが置かれている。かつてここに静態保存されていた324号機のもの。なお、同機の運転室部分は梅小路蒸気機関車館（現・京都鉄道博物館）に移設された。
将来的に当駅から奈良線の長池駅とを結ぶ「片奈連絡線」の建設構想があり、1989年5月に出された、運輸政策審議会答申第10号では、「2005年までに整備すべき路線」として挙げられていたが、2004年10月の近畿地方審議会答申第8号には盛り込まれておらず、それ以後も建設へ向けた大きな動き・進展はみられていない。
- 京田辺市役所

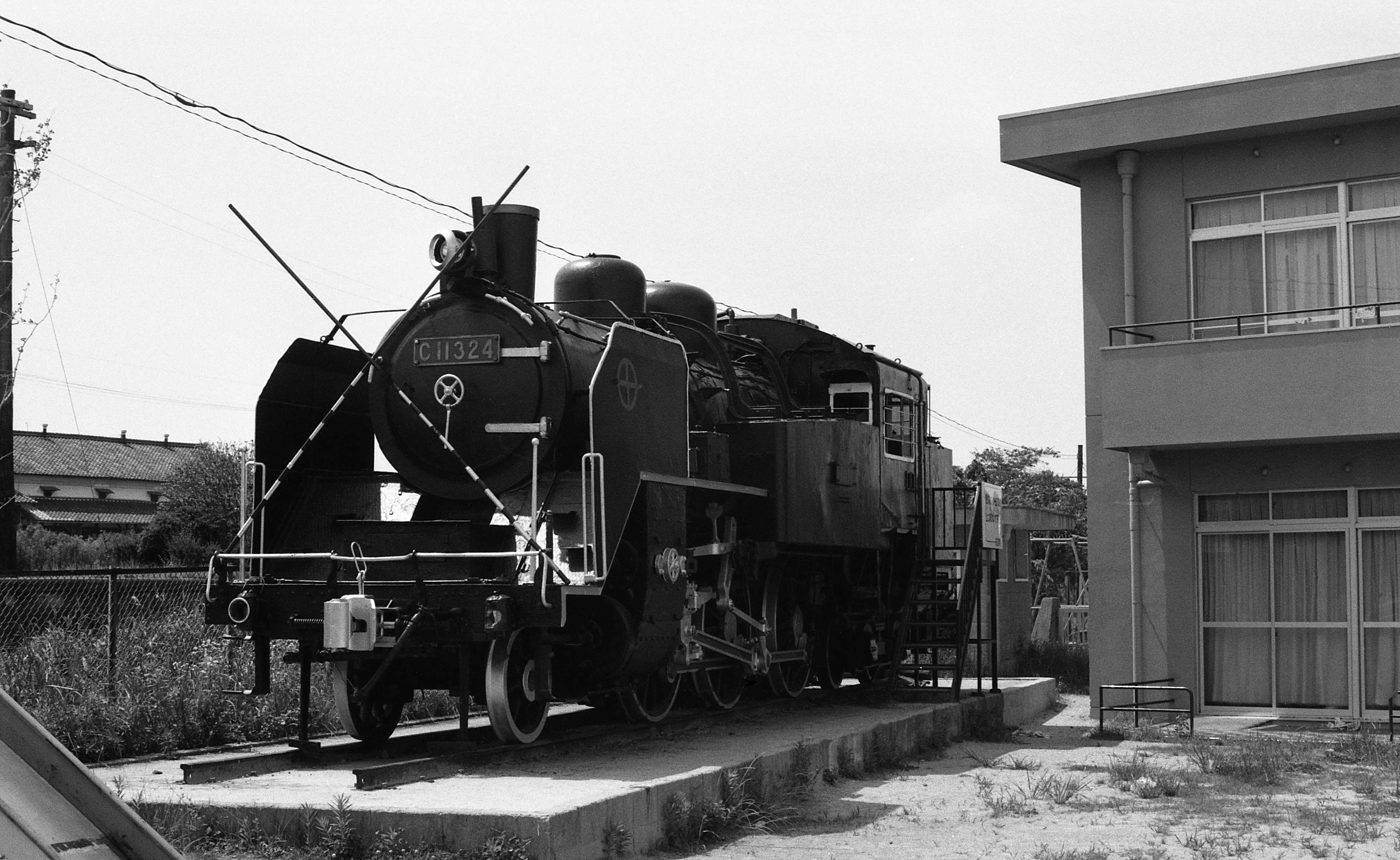
田辺駅東隣に保存されていた C11324号機（1980年）

- 京都府田辺総合庁舎（山城北保健所綴喜分室・山城北農業改良普及センター・山城北土木事務所）
- ハローワーク京都田辺（京都田辺公共職業安定所）
- 京田辺市立中央図書館
- JA京都やましろ
- CIKビル（商工会館）
- 京都田辺中央病院
- 京都府立田辺高等学校

## バス路線
京阪バス・京都京阪バス・奈良交通の停留所がある。
停留所は、駅東口のロータリーと、東の道路上4ヶ所にあるが、東口ロータリーは10時から16時までしか停車しない。
停留所名は京阪バス・京都京阪バスは「JR京田辺」、奈良交通は「京田辺駅」。

### 京阪バス
交差点南側を2回通るものはいずれも先に北行を経由し、その後近鉄新田辺・当停留所南行の順に停車。
| のりば     | のりば      | 路線名       | 担当   | 行先                            | 備考                                                         |
| ---------- | ----------- | ------------ | ------ | ------------------------------- | ------------------------------------------------------------ |
| ロータリー | ロータリー  | 山手線       | 京田辺 | 67D号経路：樟葉駅               | 当該時間帯の便は全て京田辺営業所担当                         |
| ロータリー | ロータリー  | 山手線       | 京田辺 | 67D号経路：近鉄新田辺           | 平日のみ。当該時間帯の便は全て京田辺営業所担当               |
| 交差点南側 | 南行        | 山手線       | 京田辺 | 64号経路：松井山手駅            | 平日朝1本のみ。中島橋経由                                    |
| 交差点南側 | 南行        | 枚方尊延寺線 | 京田辺 | 79号経路：穂谷                  | 天王は経由しない                                             |
| 交差点南側 | 南行        | 枚方尊延寺線 | 京田辺 | 81号経路：穂谷                  | 1日1本のみ。天王経由                                         |
| 交差点南側 | 南行        | 枚方尊延寺線 | 京田辺 | 89号経路：長尾駅                | 平日朝2本のみ。天王・穂谷は経由しない                        |
| 交差点南側 | 南行        | 枚方尊延寺線 | 京田辺 | 89B号経路：長尾駅               | 夕方と土休日朝に1本運行。穂谷経由                            |
| 交差点南側 | 南行        | 枚方尊延寺線 | 京田辺 | 89C号経路：長尾駅               | 夕方2本のみ。天王・穂谷経由                                  |
| 交差点南側 | 南行        | 八幡田辺線   | 京田辺 | 69号経路：茂ヶ谷                | 夕方以降に運行（土休日は朝にも1本あり）                      |
| 交差点南側 | 南行        | 八幡田辺線   | 共管   | 75C号経路：石清水八幡宮駅       | 朝夕のみ。岩田南経由                                         |
| 交差点南側 | 南行        | 八幡田辺線   | 共管   | 74号経路：石清水八幡宮駅        | 内里経由                                                     |
| 交差点南側 | 北行 ↓ 南行 | 八幡田辺線   | 男山   | 74A号経路：石清水八幡宮駅       | 宝生苑・内里経由                                             |
| 交差点南側 | 北行 ↓ 南行 | 八幡田辺線   | 男山   | 74B号経路：石清水八幡宮駅       | 内里経由。宝生苑は経由しない                                 |
| 交差点南側 | 北行 ↓ 南行 | 八幡田辺線   | 男山   | 74A・74B号経路：京田辺市役所    | 草内口経由                                                   |
| 交差点南側 | 北行 ↓ 南行 | 京田辺市内線 | 京田辺 | 66A号経路：ソフィアモール       | 平日・土曜運行。宝生苑経由                                   |
| 交差点南側 | 北行 ↓ 南行 | 京田辺市内線 | 京田辺 | 66B号経路：ソフィアモール       | 休日（祝日以外の土曜は対象外）運行。宝生苑は経由しない       |
| 交差点南側 | 北行 ↓ 南行 | 京田辺市内線 | 京田辺 | 66A・66B号経路：京田辺市役所    | 近鉄新田辺・当停留所交差点南側のりば経由                     |
| 交差点南側 | 北行        |              |        | 各経路：近鉄新田辺              |                                                              |
| 交差点北側 | 南行        | 山手線       |        | 各経路：近鉄新田辺              | 平日の日中は停車なし。土休日は日中でも67B号経路が経由する    |
| 交差点北側 | 北行        | 山手線       | 共管   | 67・67D号経路：樟葉駅           | JR大住駅・美濃山小学校・水珀経由                             |
| 交差点北側 | 北行        | 山手線       | 京田辺 | 67B号経路：樟葉駅               | 平日1本のみ運行。JR大住駅・美濃山口・水珀経由                |
| 交差点北側 | 北行        | 山手線       | 共管   | 31号経路：樟葉駅/くすのき小学校 | 朝夕のみ。畠・摂南大学北口経由、最終便はくすのき小学校止まり |
| 交差点北側 | 北行        | 山手線       | 共管   | 68号経路：松井山手駅            | 朝のみ運行。畠経由                                           |

### 京都京阪バス
| のりば     | のりば     | 路線名           | 行先                 | 備考                                             |
| ---------- | ---------- | ---------------- | -------------------- | ------------------------------------------------ |
| ロータリー | ロータリー | 新田辺宇治田原線 | 62号経路：緑苑坂     |                                                  |
| ロータリー | ロータリー | 新田辺宇治田原線 | 62号経路：近鉄新田辺 |                                                  |
| 交差点南側 | 南行       | 新田辺宇治田原線 | 60号経路：維中前     | 平日朝1本のみ                                    |
| 交差点南側 | 南行       | 新田辺宇治田原線 | 62号経路：緑苑坂     | 朝夕のみ。午後の便は緑苑坂東経由                 |
| 交差点南側 | 南行       | 新田辺宇治田原線 | 62B号経路：工業団地  | 夕方のみ。緑苑坂経由、平日の一部は緑苑坂東も経由 |
| 交差点南側 | 南行       | 新田辺宇治田原線 | 62C号経路：緑苑坂    | 朝のみ。工業団地経由、土休日の便は緑苑坂東も経由 |
| 交差点南側 | 南行       | 新田辺宇治田原線 | 60B号経路：工業団地  | 平日朝1本のみ                                    |
| 交差点南側 | 北行       | 新田辺宇治田原線 | 各経路：近鉄新田辺   |                                                  |

### 奈良交通
全て京都営業所が担当。ロータリー部が東口、南行きがのりば1、北行きがのりば2にそれぞれ相当する。
| のりば | 路線名             | 行先                                           | 備考                                   |
| ------ | ------------------ | ---------------------------------------------- | -------------------------------------- |
| 東口   | 京田辺市東部循環線 | 1系統：三山木駅                                | 京田辺市東部循環外回り。3本のみ        |
| 東口   | 京田辺市東部循環線 | 2系統：三山木駅                                | 京田辺市東部循環内回り。3本のみ        |
| 1      | 同志社線           | 101系統：同志社大学デイヴィス記念館            | 同志社大学正門経由                     |
| 1      | 同志社線           | 102系統：同志社大学デイヴィス記念館/同志社北門 | 同志社北門経由、一部便は同停留所止まり |
| 2      | 同志社線           | 101・102系統：新田辺駅                         |                                        |

## 隣の駅
西日本旅客鉄道（JR西日本）
 学研都市線（片町線）
■快速・■区間快速・■普通
同志社前駅 (JR-H23) - 京田辺駅 (JR-H24) - 大住駅 (JR-H25)

### 記事本文